# Pieter Leffertstra
Pieter Willem Leffertstra (Wijckel, 9 januari 1933 – Aldaar, 31 juli 1989) was een Nederlands veehouder en politicus.
Leffertstra was een veehouder en Tweede Kamerlid uit Friesland voor de Boerenpartij, die al binnen een jaar de Kamer weer verliet. 
Hij koos in oktober 1966 in de kwestie-Adams (BP-senator met NSB-verleden) volledig de zijde van Koekoek (die Adams verdedigde) en vond dat leden die zich daar tegen keerden, moesten worden geroyeerd. Een deel van het bestuur van de BP in Friesland keerde zich hierna tegen zijn kandidatuur voor de Tweede Kamer.
Hij gaf als reden voor zijn ontslag als Kamerlid gezinsomstandigheden op, maar feitelijk lag aan het ontslag een conflict met Koekoek ten grondslag. In Friesland keerde een groep zich tegen zijn Kamerlidmaatschap. Hij werd door de afdeling Gaasterland al in maart 1967 geschorst en geroyeerd en in april 1967 niet herkozen in het hoofdbestuur van de Boerenpartij. Uiteindelijk trok hij zich in januari 1968 terug als Kamerlid.
- Biografisch Portaal: 95861930
- Parlement.com: vg09ll2rq6qp